# Nadja Kayali
Nadja Kayali ist bekannt als Gestalterin von Radiosendungen in Ö1, Vortragende und Moderatorin von Veranstaltungen. Seit 2022 ist sie künstlerische Leiterin des Festivals Imago Dei in Krems und seit 2024 Geschäftsführerin und Intendantin des Carinthischen Sommers.

## Leben und Wirken
Nadja Kayali ist Österreicherin mit (väterlicherseits) syrischen Wurzeln. Dem Studium der Musikwissenschaft und Soziologie an der Universität Wien (Abschluss 1991) und Musiktheaterregie an der Universität für Musik und darstellende Kunst Wien (ohne Abschluss 1991) folgten Engagements an Theater und Oper, u. a. als Regieassistentin von Christoph Marthaler (Volksbühne Berlin, Hamburger Schauspielhaus, Salzburger Festspiele), als Spielleiterin und Dramaturgin am Luzerner Theater und im Betriebsbüro der Opéra du Rhin in Straßburg.
Nadja Kayali inszenierte als Regisseurin eine Vielzahl an Projekten, die verschiedene Kunstsparten auf ungewöhnliche Weise miteinander verbinden. So gestaltete sie die Eröffnung des Ernst-Krenek-Instituts im Wiener Musikverein, das selbstverfasste, choreographisch angelegte Stück „LORCA!“ im Semperdepot, oder das Festival „Geheimnis Musik“ mit 50 Mitwirkenden als Stationenkonzert im Palais Schönburg.
Zum 5-jährigen Jubiläum des Arnold Schönberg Center versetzte sie Schönberg mit einem Schauspieler, einer Sängerin und einem Akkordeonspieler in die Straßenbahn und verteilte die Noten von „Der kranke Mond“, Pierrot lunaire Op. 21: Part II - 7. an die überraschten Fahrgäste, die zum Mitsingen aufgefordert wurden. Im Galakonzert verführte sie das Publikum im Saal dazu, das Klavierkonzert von Schönberg mit zu pfeifen.
Im Arnold Schönberg Center in Wien inszenierte sie mit dem Ensemble Wiener Collage Konzerte wie „Red Carpet for John Cage“, die Kurzoper „in der todesstunde von alfons alfred schmidt“ von Erik Freitag oder „Seltsam ist´s im Schnee zu wandeln“, 10 musikalische Uraufführungen mit einer Lesefassung von Heimito von Doderers Roman „Das letzte Abenteuer“.
2006 porträtierte Alexander Kluge in seinem TV-Format News & Stories Nadja Kayali als »Fremdenführerin für Musik«.
Seit 2007 gestaltet und moderiert Nadja Kayali regelmäßig Radiosendungen beim Österreichischen Rundfunksender Ö1, darunter die Sendung Pasticcio, die Weltmusiksendung Spielräume sowie von 2010 bis 2023 ein eigenes Kammermusikprogramm „Anklang“, aber auch Literatur- und Wissenschaftssendungen, zB. Radiokolleg über „Fundament des Staates - 100 Jahre Bundes-Verfassungsgesetz“.
Für den WDR realisierte Nadja Kayali 2017 das Feature „Der imaginäre Orient“, in dem sie ihre syrische Familiengeschichte mit dem Einfluss der Orients auf die europäische Musikgeschichte verknüpft.
Hinzu kommen Auftritte als Rezitatorin, etwa 2017 beim Festival Resonanzen zusammen mit dem Cembalisten Johannes Maria Bogner »Die phantastischen Reisen des Herrn Froberger«.
Andererseits ist Nadja Kayali als Moderatorin aktiv, z. B. für den Österreichischen Integrationsfonds/ÖIF im Gespräch mit der Friedensnobelpreisträgerin Shirin Ebadi und als Vortragende für Konzert- und Operneinführungen. So war sie über 100 Mal im Rahmen der Salzburger Festspiele zu hören, begleitete von 2015 bis 2020 den renommierten Streichquartettzyklus „Belcea/Artemis“ im Wiener Konzerthaus. Sie war in Projekten beim Steirischen Herbst („Rebranding European Muslims“) oder regelmäßig im Musikverein zu Gast. In Zusammenarbeit mit dem Österreichischen Außenministerium war Nadja Kayali mehrfach Projektleiterin von Kulturprojekten, u. a. in der Türkei, Armenien, Kasachstan und anderen Ländern Zentralasiens.
Nadja Kayali schlägt in ihren Arbeiten wiederholt Brücken zwischen Orient und Okzident. Unter anderem realisierte sie Projekte beim Morgenland Festival Osnabrück 2006–2008, beim Literatursalon der Österreichischen Nationalbibliothek, am Luzerner Theater. 2021 kuratierte sie beim Carinthischen Sommer in Villach den Abend „Des Lebens Karawane – Das Universum des Omar Khayyam“. Sie initiierte und schrieb als Co-Librettistin (zusammen mit Angelika Messner) die Oper »Neda – der Ruf« von Nader Mashayekhi (UA 2010 Theater Osnabrück, Neuinszenierung 2017 Theater Kaiserslautern).
Nadja Kayali lehrt seit 2015 regelmäßig als Lektorin am Institut für Musikwissenschaft der Universität Wien.
Unter dem Namen TRIFOLIATA verwirklicht Nadja Kayali künstlerische Projekte mit Bezug zur Wissenschaft, vor allem zur Rechtswissenschaft. So 2014 (gemeinsam mit Roman Tronner) für das Bundesdenkmalamt „Illusion des Orients“ in der Wiener Zacherlfabrik oder die Dramatisierung des rechtsphilosophischen Sachbuches über den Fall des SS-Richters Konrad Morgen, »Weil ich nun mal ein Gerechtigkeitsfanatiker bin« von Herlinde Pauer-Studer/David Velleman (Suhrkamp Verlag).
Im September 2019 entstand das Hörspiel „Demokratie als Weiberkram“ nach einem Text der deutschen Rechtswissenschafterin Gertrude Lübbe-Wolff, für die Grundrechtstagung der Richter*innenvereinigung.
Seit 2021 gestaltet Nadja Kayali die juristische Podcast Serie „Wo Recht lebt“ für den Verlag Österreich. Bisher erschienen mehrere Folgen zu den Themen Nachhaltigkeitsrecht und Grundrechte.
2022 übernahm Nadja Kayali als Nachfolgerin von Josef Aichinger die künstlerische Leitung des Festival Imago Dei in Krems, das im Klangraum Krems Minoritenkirche stattfindet. 2022 stand das Festival unter dem Motto „Zwischenwelten“ und 2023 unter „Balance“.
Im April 2023 wurde sie als Nachfolgerin von Holger Bleck als geschäftsführende Intendantin des Carinthischen Sommers vorgestellt, ihr Vertrag wurde von 2024 bis 2029 abgeschlossen.